# Grippaggio

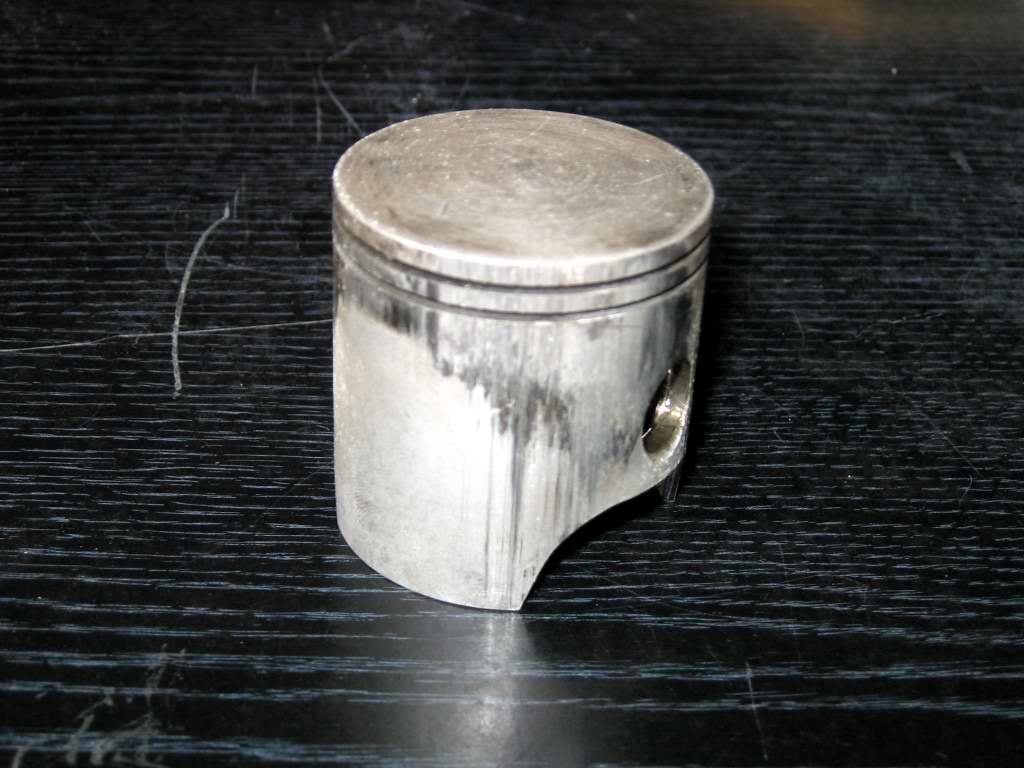
Pistone due tempi con i segni di una lieve grippatura

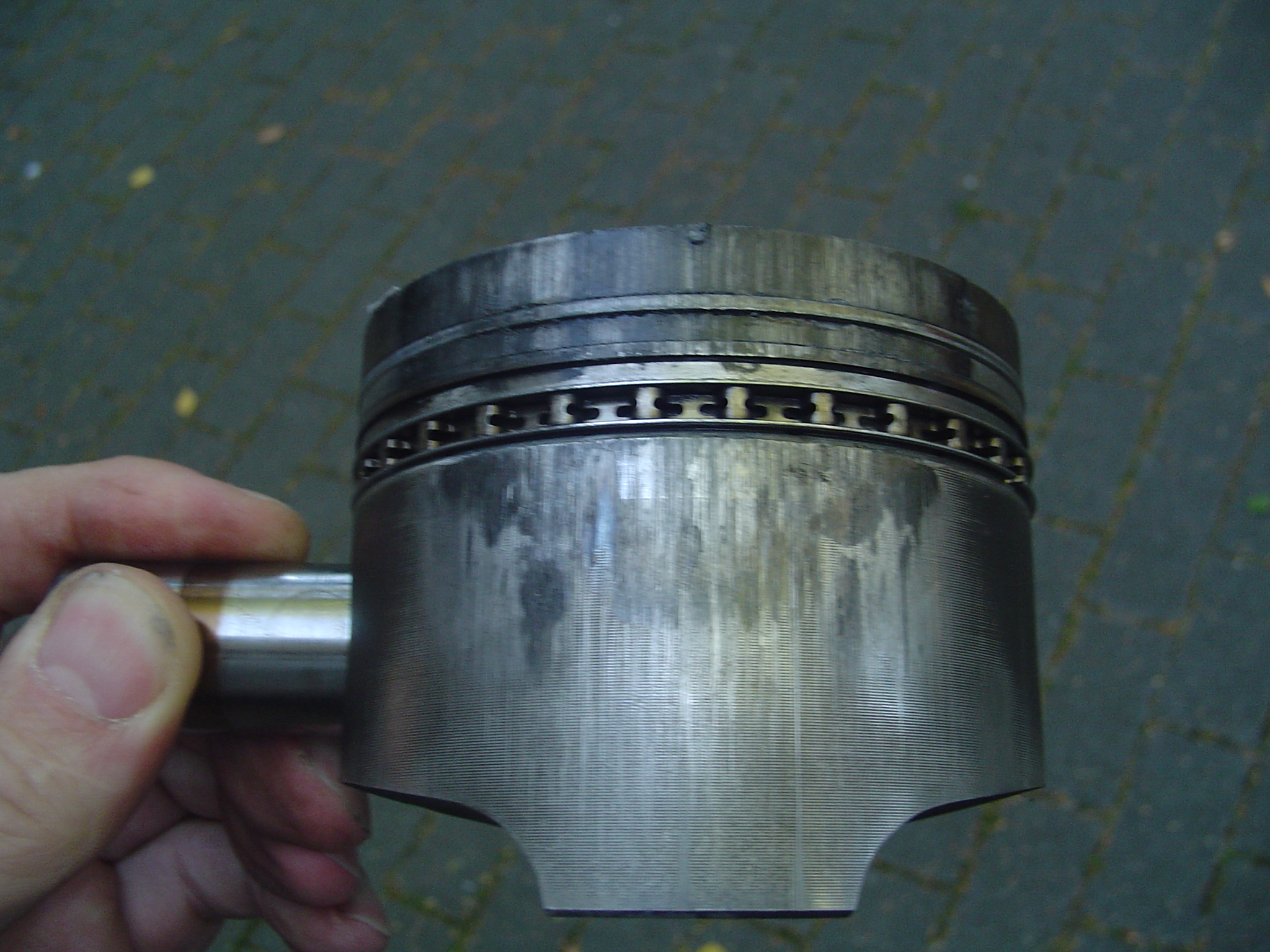
Pistone quattro tempi con i segni di una lieve grippatura

Il termine grippaggio, normalmente, si riferisce all'occorso blocco di due o più organi meccanici complementari in movimento, per eccesso di attrito radente, che determina la conseguente interruzione, temporanea o permanente, del loro regolare funzionamento.
È un problema che può sopravvenire in vari tipi di macchine, ma è usuale soprattutto nei motori a combustione a due tempi e a quattro tempi e indica l'incollamento delle fasce elastiche del pistone e del pistone stesso contro la canna del cilindro.

## Cause
Tale grippaggio può essere causato da vari motivi, che portano a un'unica conseguenza, l'eccessivo surriscaldamento del propulsore, in particolar modo del pistone:
- Mancata lubrificazione del gruppo termico, portando le parti a contatto a una temperatura eccessivamente elevata.
- Eccessivo sforzo a pieno gas e prolungato nel tempo, causato da un ritmo di lavoro superiore alle reali capacità della macchina. Questo avviene soprattutto nei motori a due tempi di piccola cilindrata combinati a una grande potenza richiesta: scooter, go-kart, motoseghe, attrezzi vari da giardinaggio, ecc.
- Carburazione errata: una carburazione troppo magra (cioè con carenza di combustibile) porta a uno scarso contributo raffreddante da parte della miscela in entrata e a una combustione più rapida e calda della stessa, facendo dilatare eccessivamente il pistone, in particolar modo il cielo dello stesso.
- Impianto di raffreddamento rovinato o non calibrato[1], con impianti che hanno perso completamente la loro capacità di raffreddamento, per perdita completa d'acqua o per via della valvola termostatica bloccata in posizione completamente chiusa, si portano le parti del motore a una temperatura eccessiva nel giro di qualche minuto; invece, con l'asportazione della valvola termostatica (o suo logorio) e un impianto di raffreddamento esagerato, si porta ugualmente la superficie di contatto tra cilindro e pistone a una temperatura eccessiva, per la ridotta dilatazione del cilindro rispetto al pistone.
Casi analoghi di cilindri freddi e pistoni caldi hanno portato al grippaggio fra essi come nel caso del volo United Airlines 585, dove il timone di coda si bloccò a causa di un grippaggio causato dal fluido idraulico caldo che aziona il pistone che attraversava il corpo freddo della servo-valvola stessa.[2]
- Gioco errato tra le parti, un gioco troppo piccolo tra pistone e cilindro causa una rottura del velo lubrificante (per i continui contatti pistone-cilindro) con prevedibili conseguenze. Anche un gioco eccessivo risulta deleterio, infatti in questo caso il pistone non riesce a fermare i gas di scarico della camera di combustione i quali migrano tra le pareti del cilindro bruciandone il velo lubrificante. Altra accortezza da tenere in considerazione è il gioco tra l'incavo e l'altezza della fascia elastica. Infatti quando eventualmente una parte di gas supera il pistone e incontra la fascia, questi gas devono seguire la strada più lunga passando all'interno dell'incavo, e non dalla parete della fascia a contatto con il cilindro. Grazie a ciò i gas perdono parte della loro pericolosità e possono passare anche sulle pareti del pistone senza creare grossi problemi.
Tale gioco e metodologia di misura è per tali motivi molto importante e tale valore varia in base ai materiali utilizzati per le varie parti (cilindro e pistone), dai diametri e dal tipo d'impiego.[3]

## Sintomi
I sintomi del problema in un motociclo possono essere molto evidenti, come:
- Improvviso calo dei giri del motore con gas aperto
- Pedalina d'avviamento bloccata o con scarsa compressione
- Enorme calo delle prestazioni
- Rumore metallico simile a un "gnic"

oppure possono essere quasi impercettibili, come:
- Improvvisi mancamenti del motore con gas aperto
- Pedalina d'avviamento poco fluida
- Lieve calo delle prestazioni
- Maggiore difficoltà a mantenere il minimo (richiede una nuova regolazione)

## Conseguenze/danni
I sintomi citati sono diversi, perché a seconda del motore o del caso, si hanno comportamenti diversi, per esempio in un motore nuovo, il grippaggio porta al bloccaggio in modo più evidente che in un motore vecchio (finito). Il bloccaggio può avere come conseguenza un improvviso sovraccarico dell'albero motore, danneggiamento dei supporti di banco o cuscinetti della biella, sbiellamento o spistonamento, ma generalmente si ha solo la rovina del mantello del pistone, mentre nei casi più gravi la formazione di graffi sul cilindro.
I graffi/solchi sulla parete interna del cilindro si possono verificare in modo uguale su motori sia nuovi sia vecchi e la loro dimensione/profondità dipende dal regime del motore, dal bloccaggio o meno del motore e dal periodo di lavoro in condizioni di grippaggio; nel caso di bloccaggio il graffio/solco sarà più corto e concentrato, nel caso il motore non si blocchi il solco sarà tendenzialmente più lungo, ma meno profondo. Ovviamente più si circola in queste condizioni e più queste si aggravano.
Il motore tenderà a bloccarsi soprattutto in quei casi dove si ha una marcia corta, quando si diminuisce bruscamente il gas e si ha un motore da rodare o da poco rodato.